# Руді – гонче порося
«Руді — гонче порося» — сімейний фільм 2007 року.

## Зміст
Маленький хлопчик Нікель живе з одним батьком. Сімейна ідилія порушується, коли хлопець повертається з поїздки з класом. Виявляється, що за час його відсутності тато знайшов собі нову пасію. Та не одну, а з донькою-підлітком. У Нікеля, правда, теж сюрприз, яким є врятована свинка Руді. Раптово в будинку стає тісно для всіх і хлопчик змушений виїхати подалі в чарівну Свинландію…